# Асембеков, Маргулан Ержанович
Маргулан Асембеков (р.13 декабря 1983) — казахстанский борец греко-римского стиля, чемпион Азии.

## Биография
Родился в 1983 году в Алма-Ате. В 2003 году стал бронзовым призёром чемпионата Азии. В 2005 году стал чемпионом Азии, серебряным призёром кубка мира, а на чемпионате мира занял 5-е место. В 2006 году вновь стал чемпионом Азии, но на чемпионате мира оказался лишь 15-м. В 2007 году завоевал бронзовую медаль престижного международного турнира — "мемориала Дэйва Шульца". В 2008 году стал серебряным призёром чемпионата Азии. В 2009 году опять стал серебряным призёром чемпионата Азии и завоевал серебряную медаль кубка мира, но на чемпионате мира стал лишь 17-м. В 2010 году завоевал бронзовую медаль чемпионата Азии.